# Widensolen
Widensolen – miejscowość i gmina we Francji, w regionie Grand Est, w departamencie Górny Ren.
Według danych na rok 1990 gminę zamieszkiwało 825 osób, a gęstość zaludnienia wynosiła 77 osób/km² (wśród 903 gmin Alzacji Widensolen plasuje się na 321. miejscu pod względem liczby ludności, natomiast pod względem powierzchni na miejscu 228.).